# Међународни дан доброчинства
Међународни дан доброчинства је међународни дан који се обележава сваке године 5. септембра. Прогласила га је Генерална скупштина Уједињених нација 2012. године. Основна сврха Међународног дана доброчинства је подизање свести и пружање заједничке платформе за добротворне активности широм света за појединце, добротворне, филантропске и волонтерске организације за сопствене потребе на локалном, националном, регионалном и међународном нивоу.

## Историја
Међународни дан доброчинства замишљен је као иницијатива мађарског цивилног друштва коју су подржали мађарски парламент и влада 2011. године, како би се повећала видљивост, организовали специјални догађаји и на тај начин повећала солидарност, друштвена одговорност и подршка јавности за добротворне сврхе.
5. септембар је изабран у знак сећања на годишњицу смрти Мајке Терезе која је 1979. године добила Нобелову награду за мир „за рад у борби за превазилажење сиромаштва и невоља, који такође представљају претњу за мир“.
Дана 17. децембра 2012, као одговор на предлог Мађарске, Генерална скупштина Уједињених нација је консензусом усвојила резолуцију да се 5. септембар прогласи Међународним даном доброчинства. Резолуцију су коспонзорисале 44 државе чланице УН (Албанија, Ангола, Аустралија, Белорусија, Босна и Херцеговина, Бугарска, Камбоџа, Чиле, Хрватска, Доминиканска Република, Еритреја, Естонија, Грузија, Грчка, Гватемала, Хондурас, Индија, Мађарска, Ирска, Израел, Италија, Јордан, Казахстан, Киргистан, Летонија, Либан, Литванија, Луксембург, Македонија, Мадагаскар, Малта, Црна Гора, Пакистан, Пољска, Република Кипар, Република Кореја, Румунија, Србија, Словенија, Сингапур, Тајланд, Турска, Украјина) представљајући свих пет регионалних група Уједињених нација.
Генерална скупштина је у својој резолуцији позвала државе чланице, организације система Уједињених нација и друге међународне и регионалне организације, деоничарске организације, као и невладине организације цивилног друштва, да обележе Међународни дан доброчинства на одговарајући начин, подстичући доброчинство, и кроз образовање и активности подизања јавне свести.

### Прво обележавање у Уједињеним нацијама
Стална мисија Мађарске при Уједињеним нацијама, у сарадњи са Програмом Уједињених нација за развој, Фондацијом Уједињених нација и уз подршку Одељења за информисање Уједињених нација, 5. септембра 2013. године је први пут обележила Међународни дан доброчинства у седишту Уједињених нација у Њујорку. Обележавање је почело уводним говорима помоћника генералног секретара Роберта К. Ора, Кети Калвин, председника и извршног директора Фондације УН и Хјуа Еванса, генералног директора Глобалног пројекта за сиромаштво. Две панел дискусије које су модерирали Метју Бишоп из The Economist-а и Рума Босе, аутор Мајке Терезе ЦЕО, истраживали су улогу доброчинства у смањењу сиромаштва и промовисању приступа чистој води и канализацији. Говорници су представљали водеће организације у области филантропије, укључујући добротворне: WaterAid, The Resource Alliance, Foundation Center и Coca-Cola Foundation. Дискусије су биле фокусиране на научене лекције и улогу непрофитног сектора у имплементацији Развојне агенде након 2015. године. Генерални секретар је упутио писану поруку поводом Међународног дана доброчинства.

### Остали догађаји широм света 5. септембра 2013.
У главном граду Мађарске Апостолска нунцијатура и Амбасада Републике Албаније организовали су специјалан догађај који укључује мису, изложбу фотографија и донацију поводом првог Међународног дана доброчинства. Катарски Црвени полумесец и The Ritz-Carlton Doha прославили су Међународни дан доброчинства и посветили га сиријској деци под слоганом „Вратимо њихову радост“. Поклоници и волонтери Мађарског друштва за свест Кришне одржали су посебан програм бесплатне поделе хране у срцу мађарске престонице Будимпеште, служећи 500 тањира топлог укусног вегетаријанског оброка, јогурта, воћа и слаткиша, на сат. Света столица је објавила саопштење за јавност поводом Међународног дана доброчинства.

## Међународни дан доброчинства 2014.
2014. године, догађаји везани за Међународни дан доброчинства и прикупљања средстава одржани су широм света, у распону од ресторана који донирају профит од продаје тог дана, до догађаја Ледени изазов, и до општих дистрибуција. У Будимпешти је откривена статуа Мајке Терезе (донација амбасадора Републике Албаније Х. Е. Мире Хоџе и општине Будимпешта). Организован је хуманитарни концерт у организацији Амбасаде Албаније у Будимпешти и Општине Будимпешта, у Културном центру МОМ поводом Међународног дана доброчинства.